# CGS-13767
CGS-13767是一种含氮有机化合物，分子式C15H10N4O，能与γ-氨基丁酸受体（GABA受体）结合，可用作抗焦慮藥。